# TMC (기업)
티엠씨(영어: TMC Co., Ltd.)는 송현 계열의 케이블 제조 기업이다.

## 역사
2012년 송현홀딩스의 지주회사 체제 전환시 선박용전선, 절연광섬유케이블의 제조 및 판매 사업부문이 인적분할돼 설립되었다.
2025년, 주관사를 미래에셋증권으로 상장을 준비중이다.

## 자회사
- 글로우원